# Maria Cristina Dreher Mansur
Maria Cristina Dreher Mansur (nacida en 1950) es una bióloga brasileña. Está especializada en malacología, particularmente en los moluscos bivalvos de agua dulce.

## Biografía
Dreher Mansur ha publicado más de cincuenta trabajos científicos referentes a los moluscos bivalvos sudamericanos, destacando las especies de las cuencas hidrográficas de Rio Grande do Sul (lagos costeros, río Uruguay, río Caí, río dos Sinos, río Jacuí) y especies de las vertientes respectivas de los ríos Amazonas y Paraguay.
Ha examinado material de las colecciones científicas de los principales museos de ciencias naturales de América del Norte, América del Sur y de Europa, como por ejemplo:
- Museo Carnegie de Historia Natural (CMNH), Pittsburg
- Museo Nacional de Historia Natural de los Estados Unidos (NMNH), Washington D. C.
- Museo Nacional de los Estados Unidos (USNM), Washington D. C.
- Museo de Zoología de la Universidad de São Paulo (MZUSP), São Paulo
- Museo de Ciencias Naturales de la Fundación Zoobotánica de Rio Grande do Sul Archivado el 4 de enero de 2019 en Wayback Machine. (MCN), Porto Alegre
- Museo de Ciencias y Tecnología de la Pontificia Universidad Católica de Rio Grande do Sul (MCP), Porto Alegre
- Museo de Zoología de Unisinos (MZU), São Leopoldo
- Museo de Historia Natural de Londres (BMNH), Londres
- Museo de Historia Natural de Ginebra (MHNG), Ginebra
- Museo de Historia Natural de Basilea (MHNB), Basilea
- Museum für Naturgeschichte (SMNS), Stuttgart
- Museo Senckenberg de Historia Natural (SBMF), em Fráncfort del Meno
- Museo de Historia Natural de Berlín (ZMHU), Berlín
- Colección estatal Zoológica de Múnich (ZS), Múnich

Actualmente se dedica a estudios relacionados con la biología, ecología, y control y manejo del mejillón dorado ("Limnoperna fortunei"), que en Brasil es una especie exótica e invasora.